# Trivenapteron
Trivenapteron – wymarły rodzaj owadów z rzędu skorków, obejmujący tylko jeden znany gatunek: Trivenapteron moorei.
Rodzaj i gatunek opisane zostały w 2017 roku przez Richarda S. Kelly’ego, Andrew J. Rossa i Edmunda A. Jarzembowskiego na podstawie pojedynczej skamieniałości znalezionej w formacji Upper Lias w angielskim hrabstwie Ilminster i pochodzącej z toarku w jurze. Epitet gatunkowy nadano na cześć stratygrafa Charlesa Moore’a, a nazwa rodzajowa to połączenie wyrazów oznaczających „trzy żyłki” i „skrzydło”. Autorzy nie przyporządkowali tego taksonu do rodziny ani podrzędu.
Skorek ten wyróżniał się od innych znanych przedstawicieli rzędu obecnością trzech wyraźnych, rozbieżnych żyłek na pokrywach (tegminach). U holotypu długość pokrywy wynosi 3,9 mm, a szerokość 2,3 mm. Jej kształt jest prawie kwadratowy, ścięty, o spiczastym wierzchołku. Spośród wspomnianych trzech żyłek pierwszą identyfikuje się jako prawdopodobnie żyłkę radialną, a dwie następne, mające wspólny pień jako żyłkę medialną i kubitalną. Ponadto użyłkowanie charakteryzowało się nierozgałęzioną żyłką analną, przebiegającą w pobliżu tylnej krawędzi pokrywy.